# Taylor-Gletscher (Mac-Robertson-Land)
Der Taylor-Gletscher ist ein 2,5 km breiter Gletscher an der Mawson-Küste des ostantarktischen Mac-Robertson-Lands. Er fließt östlich des Hayes Peak in nördlicher Richtung zum Meer, das er unmittelbar östlich des Kap Bruce erreicht.
Teilnehmer der British Australian and New Zealand Antarctic Research Expedition (1929–1931) unter der Leitung des australischen Polarforschers Douglas Mawson entdeckten ihn im Februar 1931. Mawson benannte ihn nach dem britischen Geografen Thomas Griffith Taylor (1880–1963), Teilnehmer an der Terra-Nova-Expedition (1910–1913) des britischen Polarforschers Robert Falcon Scott.